# Rubus errabundus
Rubus errabundus är en rosväxtart som beskrevs av William Charles Richard Watson. Rubus errabundus ingår i släktet rubusar, och familjen rosväxter. Inga underarter finns listade i Catalogue of Life.